# Allium massaessylum
Allium massaessylum es una especie de planta bulbosa geófita del género Allium, perteneciente a la familia de las amarilidáceas.

## Descripción
Es una planta herbácea de una talla de 15 a 55 cm, con bulbo entre oval y más o menos redondeado. Hojas acanaladas, lineares, de anchura variable y envainantes en la base. Flores en umbelas de radios desiguales, semiesféricas y rodeadas por 2 espatas (brácteas grandes típicas de estas plantas). Flores blancas con una banda purpúrea en el centro de cada pétalo. Florece durante la primavera.
Hábitat
Herbazales incultos.
Distribución.
C y S de la Península ibérica y N de Marruecos y en el oeste de Argelia.

## Taxonomía
Allium massaessylum fue descrita por Batt. & Trab. y publicado en Bulletin de la Société Botanique de France 39: 74, en el año 1892
Etimología
Allium: nombre genérico muy antiguo. Las plantas de este género eran conocidos tanto por los romanos como por los griegos. Sin embargo, parece que el término tiene un origen celta y significa "quemar", en referencia al fuerte olor acre de la planta. Uno de los primeros en utilizar este nombre para fines botánicos fue el naturalista francés Joseph Pitton de Tournefort (1656-1708).
massaessylum: epíteto latino que significa "de los Masesilos".
Citología
Número de cromosomas de Allium massaesylum (Fam. Liliaceae) y táxones infraespecíficos: 2n=14
Sinonimia
- Allium moly subsp. massaessylum (Batt. & Trab.) Vindt
- Allium rigidiflorum Cout.
- Allium transtagana Welw. ex Samp.[7]

## Nombre común
- Castellano: purrino.[8]